# Soba (Cantabrie)
Pour les articles homonymes, voir Soba (homonymie).
Soba est une commune espagnole située dans la communauté autonome mono-provinciale de Cantabrie.
Troisième plus grande municipalité de Cantabrie, Soba occupe une superficie de 214,16 km² et abrite d'importantes forêts de hêtres, de chênes et de chênes verts.

## Géographie
Le territoire de la commune présente de grandes différences altimétriques, le niveau le plus bas étant situé à 187 mètres d'altitude et le plus haut à 1605 mètres d'altitude. Le chef-lieu de la municipalité, Veguilla, est situé à l'altitude de 330 mètres.

## Démographie
| 1900  | 1910  | 1920  | 1930  | 1940  | 1950  | 1960  | 1970  | 1980  | 1990  | 2000  | 2007  |
| ----- | ----- | ----- | ----- | ----- | ----- | ----- | ----- | ----- | ----- | ----- | ----- |
| 3 756 | 4 367 | 4 315 | 4 323 | 4 166 | 4 097 | 3 345 | 2 691 | 2 023 | 1 981 | 1 677 | 1 442 |

Source: INE

## Patrimoine
La commune de Soba regroupe 25% des grandes cavités souterraines de Cantabrie, avec un total de 74 gouffres, torcas (avens) et grottes. Pour sa gestion, le Réseau de Grottes de l'Alto Asón a été créé.